# Société mauritanienne pour la commercialisation de poisson
Pour les articles homonymes, voir SMCP.
La Société Mauritanienne pour la Commercialisation de Poisson (SMCP SA) est une entreprise mauritanienne de commercialisation et d’exportation de produits halieutiques.
C'est une société anonyme dont les actions sont détenues à hauteur de 70 % par l’État et 30 % par le privé. Son siège social est situé à Nouadhibou et compte deux représentations, l’une à Nouakchott et l’autre à Las Palmas.
L'entreprise est créée par décret en juin 1984, et a depuis le 5 juin 1984, le monopole de l'exportation de produits congelés péchés dans les eaux sous juridiction mauritanienne,. Elle commercialise environ 50 000 tonnes par an de poissons congelés à bord et à terre. Il s’agit de la production d’environ 74 chalutiers, et 46 usines à terre. Elle a une capacité de stockage de 19 000 tonnes.